# Idioma dori'o
Dori'o (también conocido como Kwarekwareo) es una lengua oceánica de las Islas Salomón.